# محمدآباد (خمیر)
محمدآباد، روستایی در دهستان رویدر بخش رویدر شهرستان خمیر در استان هرمزگان ایران است.

## جمعیت
بر پایه سرشماری عمومی نفوس و مسکن در سال ۱۳۹۵، جمعیت این روستا برابر با ۴۵ نفر (۱۲ خانوار) بوده‌است.